# Platygillellus rubrocinctus
Platygillellus rubrocinctus är en fiskart som först beskrevs av Longley, 1934.  Platygillellus rubrocinctus ingår i släktet Platygillellus och familjen Dactyloscopidae. Inga underarter finns listade i Catalogue of Life.